# Potok, Trebnje
Potok este o localitate din comuna Trebnje, Slovenia, cu o populație de 16 locuitori.